# Neophema
Neophema là một chi chim trong họ Psittacidae.

## Các loài
Các loài:
- Neophema chrysostoma
- Neophema elegans
- Neophema petrophila
- Neophema chrysogaster
- Neophema pulchella
- Neophema splendida
- Neophema bourkii) - Đôi khi, Neopsephotus bourkii cũng được đưa vào chi này.[3]